# Autoportrait à la palette
Pour les articles homonymes, voir Autoportrait (homonymie).
L’Autoportrait à la palette a été peint en 1879 par Édouard Manet. Il s'agit d'une huile sur toile de 83 centimètres de hauteur et de 67 centimètres de largeur.
Elle est proche de l'autoportrait de Velasquez dans Les Ménines.

## Histoire
L'analyse aux rayons X révèle que Manet a recouvert un portrait de profil de sa femme Suzanne. Celle-ci se trouvait dans une pose semblable à celle de Madame Manet au piano (1868, Musée d'Orsay).
Présentée dans de nombreuses expositions depuis 1910, cette œuvre a été vendue en 2010. Elle est conservée dans la collection privée de Franck Giraud.